# Hellenurme
Hellenurme – wieś w Estonii, prowincji Tartu, w gminie Elva. Do 2017 roku miejscowość należała do gminy Palupera.
28 stycznia 1894 w Hellenurme zmarł zoolog i podróżnik Alexander von Middendorff.

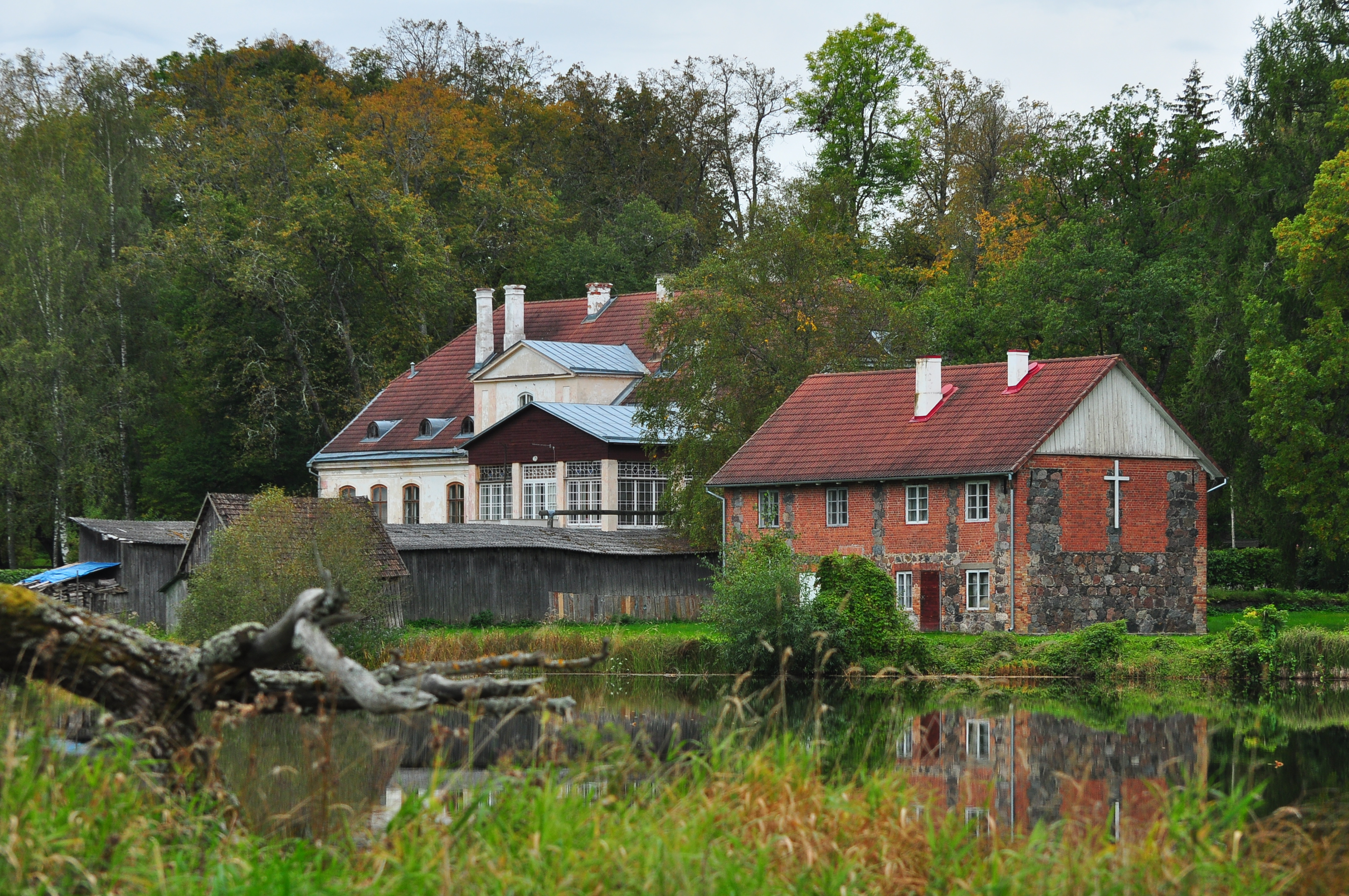
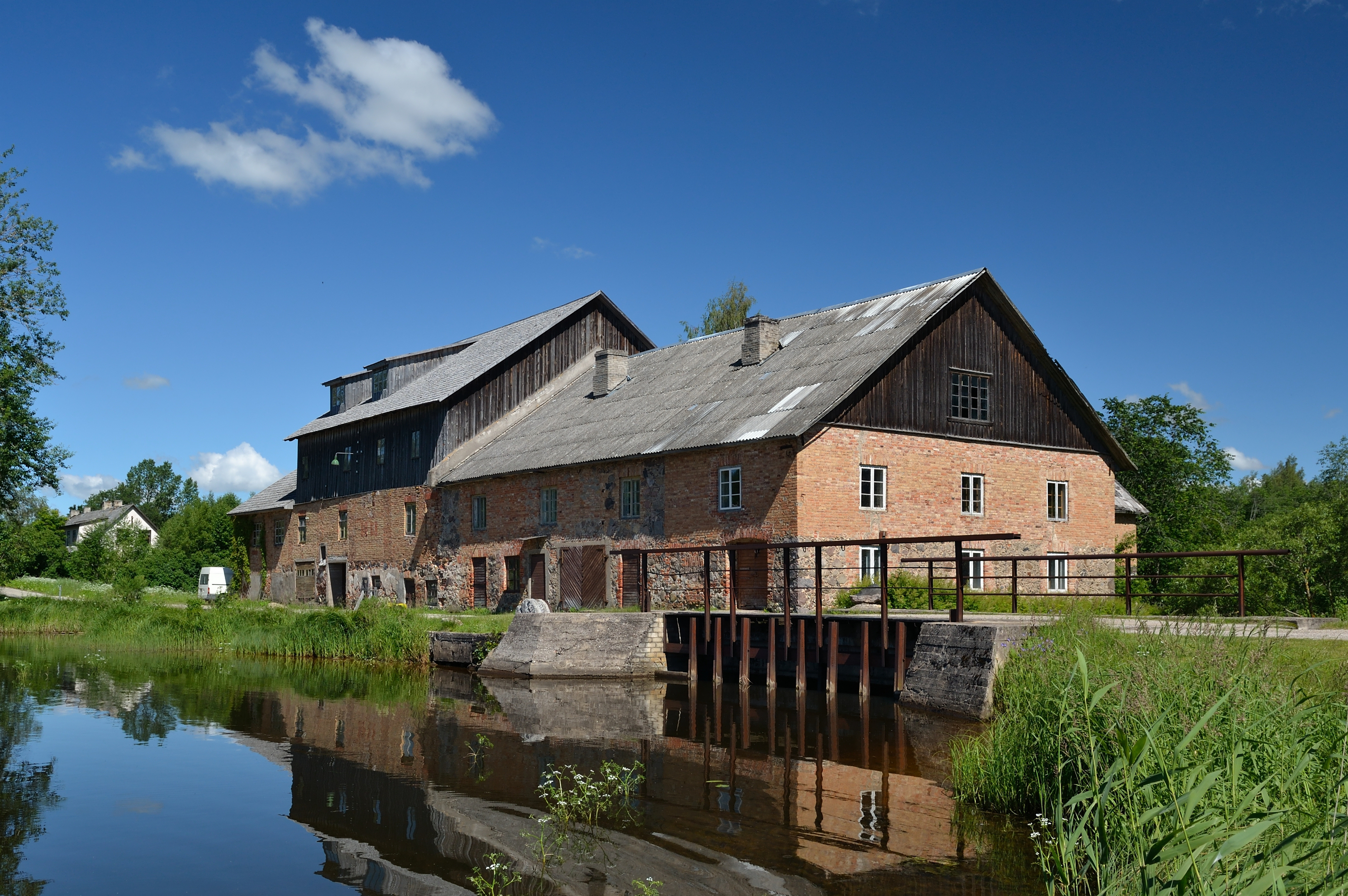
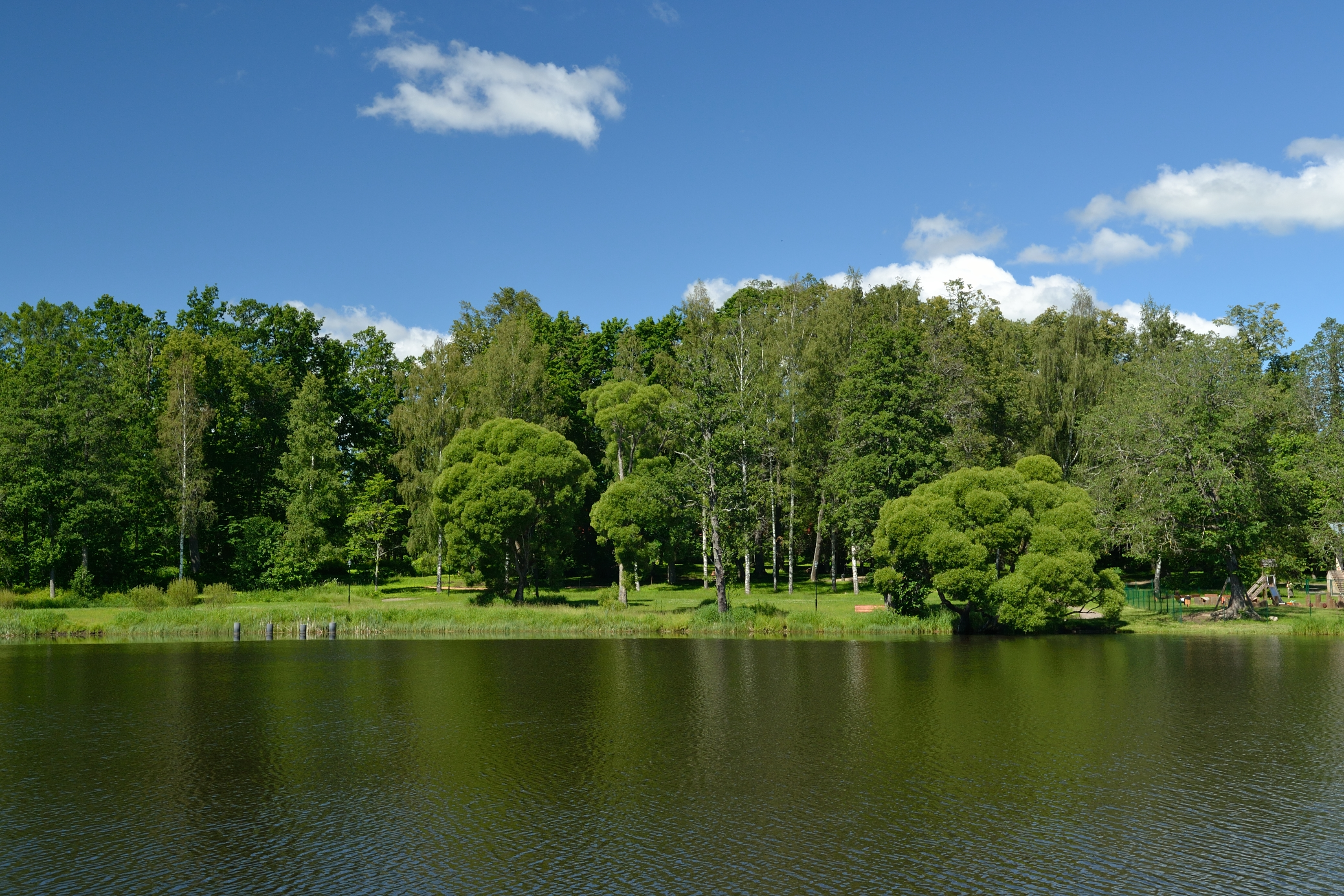